# Åstorps kommun
Åstorps kommun är en kommun i nordvästra Skåne län. Centralort är Åstorp som är belägen omkring 20 km nordost om Helsingborg.
Kommunen har haft industrin som drivande motor sedan slutet av 1800-talet. Sedan år 2000 har befolkningsutvecklingen varit positiv.  Sedan början av 2000-talet har olika koalitioner styrt kommunen. 

## Administrativ historik
Kommunens område motsvarar socknarna: Björnekulla, Kvidinge och Västra Broby, alla i Södra Åsbo härad. I dessa socknar bildades vid kommunreformen 1862 landskommuner med motsvarande namn. 
Åstorps municipalsamhälle inrättades i Björnekulla landskommun den 15 juli 1887 och upplöstes 1946 när Åstorps köping bildades genom en ombildning av landskommunen. Kvidinge municipalsamhälle inrättades 31 mars 1932 och upplöstes vid utgången av 1970.
Vid kommunreformen 1952 införlivades Västra Broby landskommun i Åstorps köping.
Åstorps kommun bildades vid kommunreformen 1971 genom en ombildning av Åstorps köping. 1974 införlivades Kvidinge kommun.
Kommunen ingick från bildandet till 2001 i Ängelholms domsaga och kommunen ingår sedan 2001 i Helsingborgs domsaga.

## Geografi
Kommunen gränsar till Bjuvs kommun, Helsingborgs kommun, Klippans kommun, Svalövs kommun och Ängelholms kommun.

### Topografi och hydrografi
I väster och norr kännetecknas landskapet av en öppen och flack slättbygd med leriga jordar som används för jordbruk. I sydöstra delen av kommunen dominerar den gran- och bokskogsklädda urbergshorsten Söderåsens nordöstsluttning. Här finns obehandlade kulturmarker med en traditionell prägel och långvarig användning, samt ädellövskog och betad bokskog. I den sydöstligaste delen av kommunen ligger den djupa ravinen Klöva Hallar, känd för sina branta sluttningar klädda med bok- och ekskog samt nedrasade block och stenar.
Rönne å flyter längs kommunens nordöstra gräns. Nedströms Tommarps kungsgård breddas dalgången och åfåran meandrar genom fuktiga betesmarker som rymmer ett rikt växtliv med alridåer längs floden.
Nedan presenteras andelen av den totala ytan 2020 i kommunen jämfört med riket.
|  | Bebyggelse (17,5 %) |

|  | Skog (17,4 %) |

|  | Öppen myrmark (0,3 %) |

|  | Jordbruksmark (58,5 %) |

|  | Övrig mark (6,3 %) |

|  | Bebyggelse (3,1 %) |

|  | Skog (68,0 %) |

|  | Öppen myrmark (7,2 %) |

|  | Jordbruksmark (7,4 %) |

|  | Övrig mark (14,3 %) |

### Naturskydd
I kommunen finns två statliga naturreservat vilka förvaltas av Länsstyrelsen i Skåne län.
Dyngets naturreservat ligger vid Rönneå och utgörs av öppna, fuktiga ängar där djur betar, men också av kärr. Det finns också inslag av dungar med vide och al. Det andra statliga reservatet är Klöva hallar.

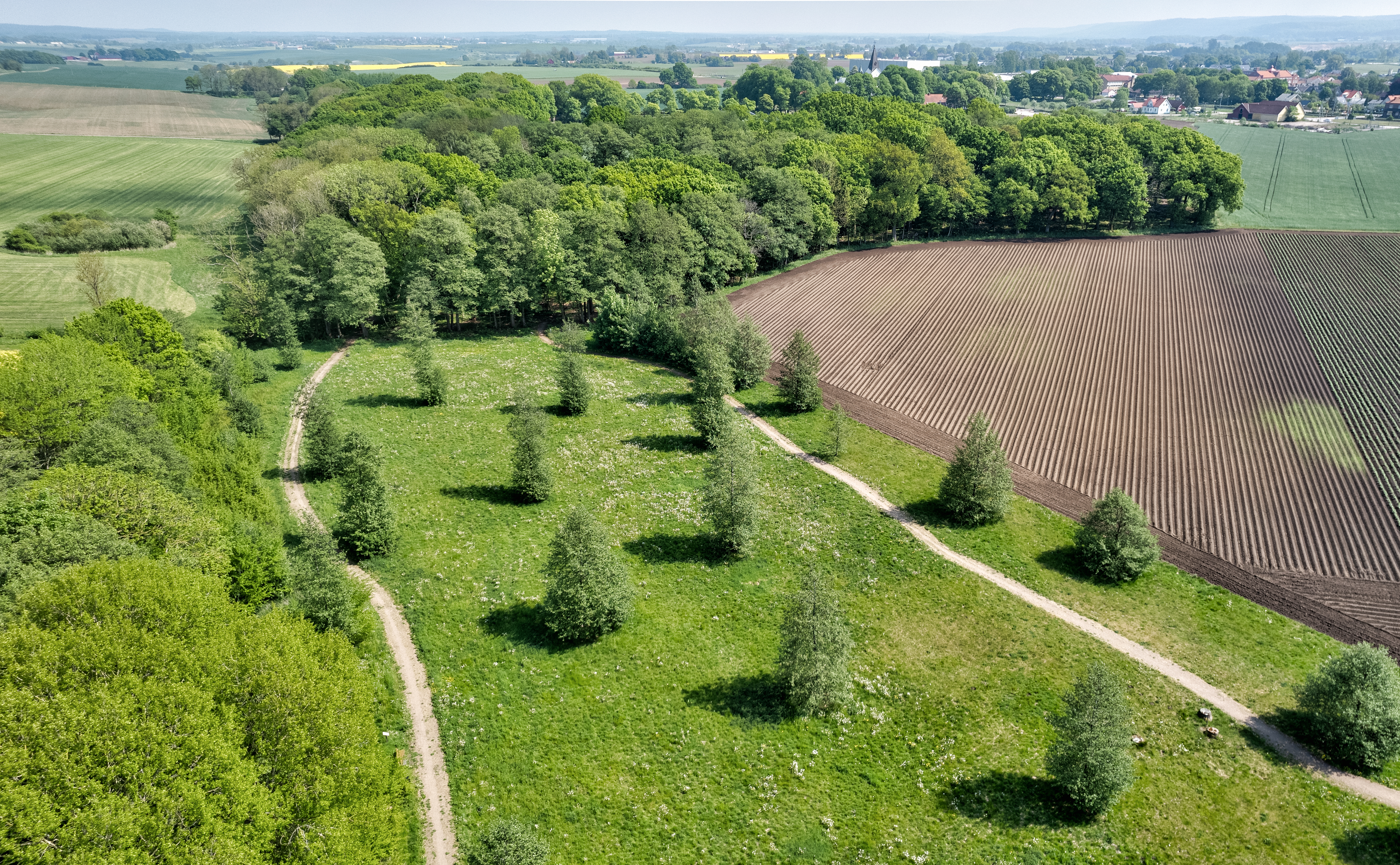
Prästamarken

Norr om Kvidinge ligger det kommunala reservatet Prästamarken som bildades 2016. Reservatet domineras av 200-300 år gammal ekdominerad ädellövskog. År 2017 bildades även det kommunala reservatet Kalvahagen med bokskog, ängsmark och betesmark. Området anses värdefullt både för naturvärden och rekreation.

### Administrativ indelning
Fram till 2016 var kommunen för befolkningsrapportering indelad i Björnekulla-Västra Broby församling och Kvidinge församling.

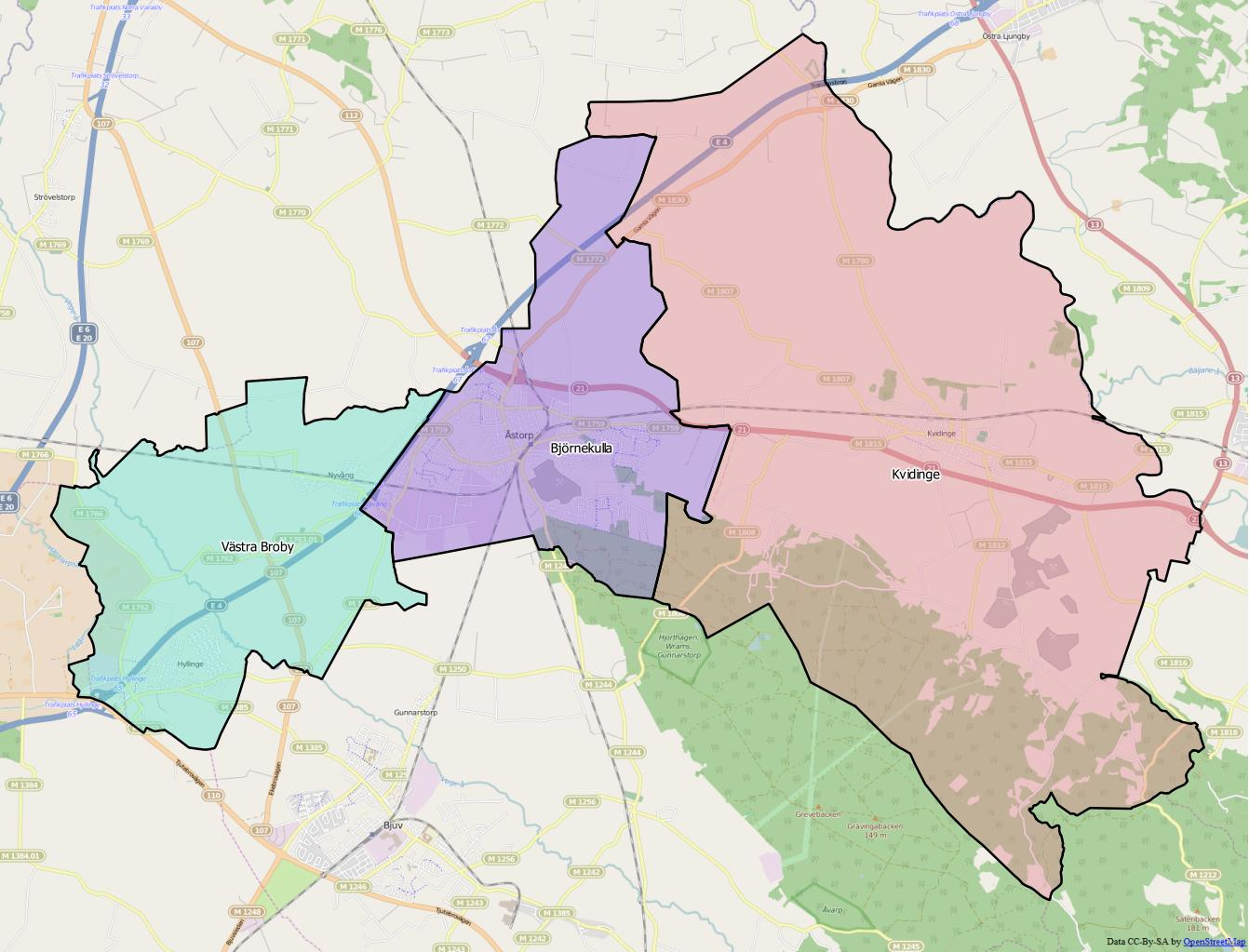
Distrikt (socknar) inom Åstorps kommun

Från 2016 indelas kommunen istället i tre distrikt, vilka motsvarar de tidigare socknarna – Björnekulla, Kvidinge och Västra Broby.

### Tätorter
Det finns fyra tätorter i Åstorps kommun.
I tabellen presenteras tätorterna i storleksordning per den 31 december 2015. Centralorten är i fet stil.
| Nr | Tätort           | Befolkning |
| -- | ---------------- | ---------- |
| 1  | Åstorp (del av*) | 9 207      |
| 2  | Hyllinge         | 2 287      |
| 3  | Kvidinge         | 1 823      |
| 4  | Björnås          | 808        |

* En mindre del av tätorten Åstorp ligger i Ängelholms kommun.

## Styre och politik

### Styre
Efter valet 2002 styrdes kommunen av en koalition bestående av Socialdemokraterna, Folkpartiet, Centerpartiet och Kristdemokraterna. I opposition fanns Moderaterna, Kommunens Framtid, Vänsterpartiet och Åstorpspartiet.
Valet 2006 ledde till en lokal framgång för Socialdemokraterna, som tvärtemot rikstrenden gick framåt i kommunvalet. Socialdemokraterna bildade en koalition med Centerpartiet som styrde kommunen. Valet 2010 gav små förändringar, Socialdemokraterna och Centerpartiet fortsatte leda kommunen i koalition.
Efter valet 2014 ingick även Kristdemokraterna i koalitionen med Socialdemokraterna och Centerpartiet. Ronny Sandberg (S) var under mandatperioden kommunstyrelsens ordförande på heltid, medan Eddie Ek (SD) var oppositionsråd på halvtid (50%). Mandatperioden 2018–2022 styrde Socialdemokraterna tillsammans med Centerpartiet och Vänsterpartiet. Ronny Sandberg (S) satt kvar som kommunstyrelsens ordförande medan Roger Nielsen (M) var oppositionsråd.
Mandatperioden 2022–2026 styr Sverigedemokraterna, Moderaterna och Kristdemokraterna. De samlar totalt 18 mandat i kommunfullmäktige. Sverigedemokraternas Peter Lindberg sitter som kommunstyrelsens ordförande medan Roger Nielsen från Moderaterna tillträdde som kommunalråd (kommunalrådsposten avskaffades 2024) och posten som vice ordförande i kommunstyrelsen. Roger Nielsen lämnade alla sina uppdrag i oktober 2024. Janet Norbeck efterträdde Nielsen på posten som vice ordförande i kommunstyrelsen. Till nytt oppositionsråd utsågs Bitten Mårtensson från Socialdemokraterna.

### Kommunfullmäktige

#### Presidium
| Presidium 2022–2026    | Presidium 2022–2026 | Presidium 2022–2026 |
| ---------------------- | ------------------- | ------------------- |
| Ordförande             | M                   | Martin Sjöström     |
| Förste vice ordförande | SD                  | Stefan Ekberg       |
| Andre vice ordförande  | S                   | Lucy Glinka         |

#### Mandatfördelning 1970–2022
| 21 | 6 | 4 | 4 |

| 28 | 7 |

| 21 | 3 | 11 | 2 | 4 |

| 34 | 7 |

| 20 |  | 10 | 4 | 6 |

| 33 | 8 |

| 2 | 20 |  | 7 | 4 | 7 |

| 33 | 8 |

| 2 | 21 | 7 | 2 | 9 |

| 33 | 8 |

|  | 20 |  | 6 | 4 | 9 |

| 33 | 8 |

| 21 | 4 | 5 | 3 | 8 |

| 31 | 10 |

| 17 | 2 | 3 | 4 | 2 | 2 | 11 |

| 29 | 12 |

| 22 |  | 2 | 3 | 2 |  | 10 |

| 27 | 14 |

| 3 | 18 |  |  | 2 | 2 | 3 | 11 |

| 25 | 16 |

|  | 13 |  | 3 | 2 | 2 | 2 | 7 |

| 21 | 10 |

| 15 | 3 |  | 2 | 2 |  | 7 |

| 19 | 12 |

| 14 |  | 4 | 2 | 2 |  | 7 |

| 17 | 14 |

| 14 |  | 7 | 2 |  |  | 5 |

| 19 | 12 |

|  | 10 | 9 | 2 | 2 |  | 6 |

| 20 | 11 |

|  | 10 | 10 |  |  |  | 7 |

| 19 | 12 |

### Nämnder

#### Kommunstyrelse
| Presidium 2022–2026    | Presidium 2022–2026 | Presidium 2022–2026 |
| ---------------------- | ------------------- | ------------------- |
| Ordförande             | SD                  | Peter Lindberg      |
| Förste vice ordförande | M                   | Janet Norbeck       |
| Andre vice ordförande  | S                   | Bitten Mårtensson   |

#### Lista över kommunstyrelsens ordförande
- Jan Nilsson, Socialdemokraterna, 1994–2008[28]
- Ronny Sandberg, Socialdemokraterna, 2008–31 oktober 2022
- Peter Lindberg, Sverigedemokraterna, 1 november 2022–

Denna lista hämtas från Wikidata. Informationen kan ändras där.

#### Övriga nämnder
| Nämnd                      | Ordförande | Ordförande        | Vice ordförande | Vice ordförande  | Andre vice ordförande | Andre vice ordförande |
| -------------------------- | ---------- | ----------------- | --------------- | ---------------- | --------------------- | --------------------- |
| Bildningsnämnden           | M          | Kristoffer Glinka | SD              | Sten Hugosson    | S                     | Linda-Marie Camper    |
| Bygg- och miljönämnden     | M          | Joakim Sandberg   | SD              | Rolf Lundqvist   | S                     | Menaid Nocic          |
| Krisledningsnämnden        | SD         | Peter Lindberg    | M               | Janet Norbeck    | S                     | Bitten Mårtensson     |
| Kultur- och fritidsnämnden | M          | Camilla Olsson    | SD              | Petra Jansdotter | S                     | Richard Ridwall       |
| Socialnämnden              | M          | Wiveca Andreasson | SD              | Harri Rosqvist   | S                     | Izabela Dzanko        |
| Valnämnden                 | SD         | Lars Törn         | M               | Clara Holmén     | S                     | Othman Al-Tawalbeh    |

Källa:

## Ekonomi och infrastruktur

### Näringsliv
På slutet av 1800-talet startades gruvdrift i området och sedan dess har industrisektorn varit en dominerande del av näringslivet i Åstorps kommun. Även om brytningen av stenkol och lera i princip har upphört har annan industri ersatt gruvindustrin, exempelvis står tillverkningsindustrin för omkring en fjärdedel av arbetstillfällena i kommunen även om service- och tjänstenäringar blivit allt viktigare. Bland större industriföretag märks Saint-Gobain Ecophon som tillverkar innertak och ljudisolering samt Jeld-Wen Sverige AB som tillverkar dörrar.

### Infrastruktur

#### Transporter
Europaväg 4 genomkorsar kommunen och på järnvägssträckan Helsingborg–Hässleholm är centralorten knutpunkt då även linjen Ängelholm–Teckomatorp korsar centralorten.

## Befolkning

### Demografi

#### Befolkningsutveckling
Kommunen har 16 449 invånare (31 december 2024), vilket placerar den på 144:e plats avseende folkmängd bland Sveriges kommuner.
| Befolkningsutvecklingen i Åstorps kommun 1970–2020 | Befolkningsutvecklingen i Åstorps kommun 1970–2020 | Befolkningsutvecklingen i Åstorps kommun 1970–2020 | Befolkningsutvecklingen i Åstorps kommun 1970–2020 | Befolkningsutvecklingen i Åstorps kommun 1970–2020 |
| -------------------------------------------------- | -------------------------------------------------- | -------------------------------------------------- | -------------------------------------------------- | -------------------------------------------------- |
|                                                    |                                                    |                                                    |                                                    |                                                    |
| År                                                 |                                                    |                                                    | Folkmängd                                          |                                                    |
| 1970                                               | 1970                                               |                                                    | 10 630                                             |                                                    |
| 1975                                               | 1975                                               |                                                    | 11 486                                             |                                                    |
| 1980                                               | 1980                                               |                                                    | 12 946                                             |                                                    |
| 1985                                               | 1985                                               |                                                    | 12 693                                             |                                                    |
| 1990                                               | 1990                                               |                                                    | 13 123                                             |                                                    |
| 1995                                               | 1995                                               |                                                    | 13 257                                             |                                                    |
| 2000                                               | 2000                                               |                                                    | 12 873                                             |                                                    |
| 2005                                               | 2005                                               |                                                    | 13 541                                             |                                                    |
| 2010                                               | 2010                                               |                                                    | 14 737                                             |                                                    |
| 2015                                               | 2015                                               |                                                    | 15 193                                             |                                                    |
| 2020                                               | 2020                                               |                                                    | 16 063                                             |                                                    |

## Kultur

### Kulturarv
I Åstorps kommun finns "ett av Sveriges äldsta bevarade fattighus med ursprunglig inredning", det så kallade Gyllenbielkeska Hospitalet, från 1729. I kommunen finns även medeltidsborgen Tomarps Kungsgård bevarad.

### Kommunsymboler

#### Kommunvapen
Blasonering: Sköld, kluven av silver, vari en uprest svart björn med tunga och klor av guld, och av svart, vari två stolpvis ordnade kugghjul av silver.
Björnen kommer ur ett häradssigill (vars bild inte lär föreställa en björn) och kugghjulen syftar på industri. Fastställt för Åstorps köping 1957 och 1971 övertaget av kommunen.

#### Kommunfågel

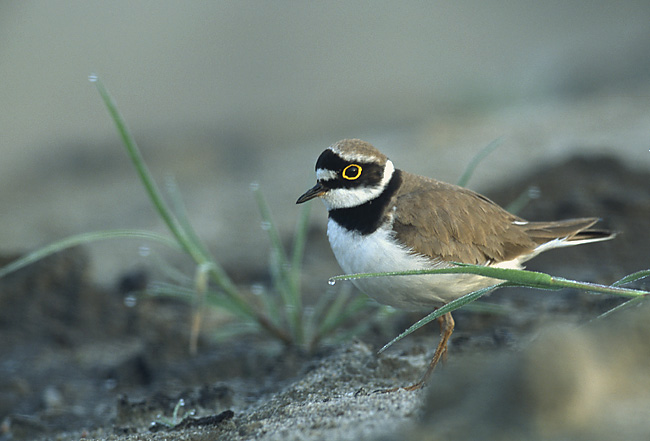
Den mindre strandpiparen är Åstorps kommunfågel.